# Berzasca

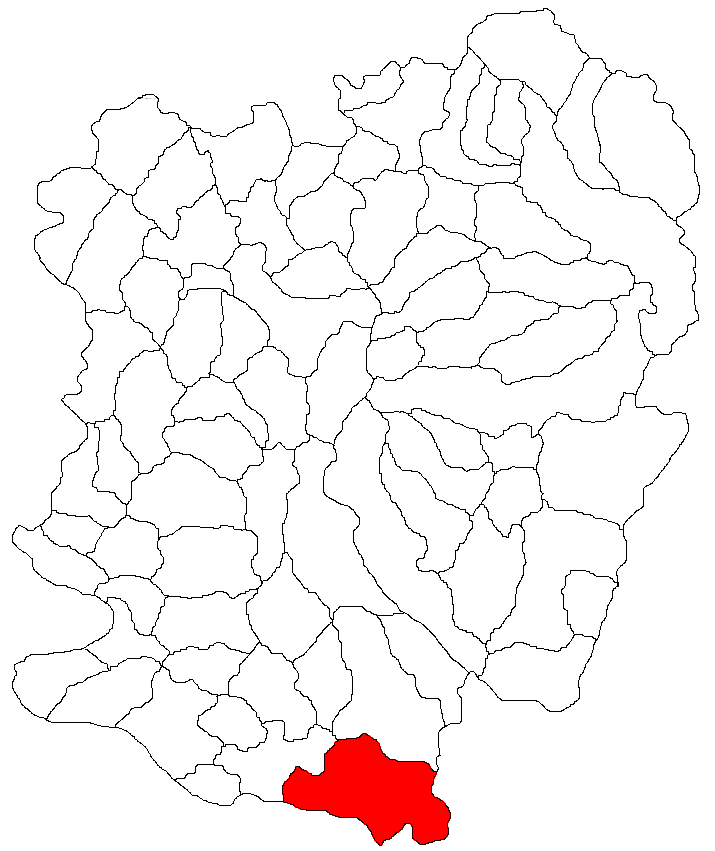
Lage der Gemeinde Berzasca im Kreis Caraș-Severin

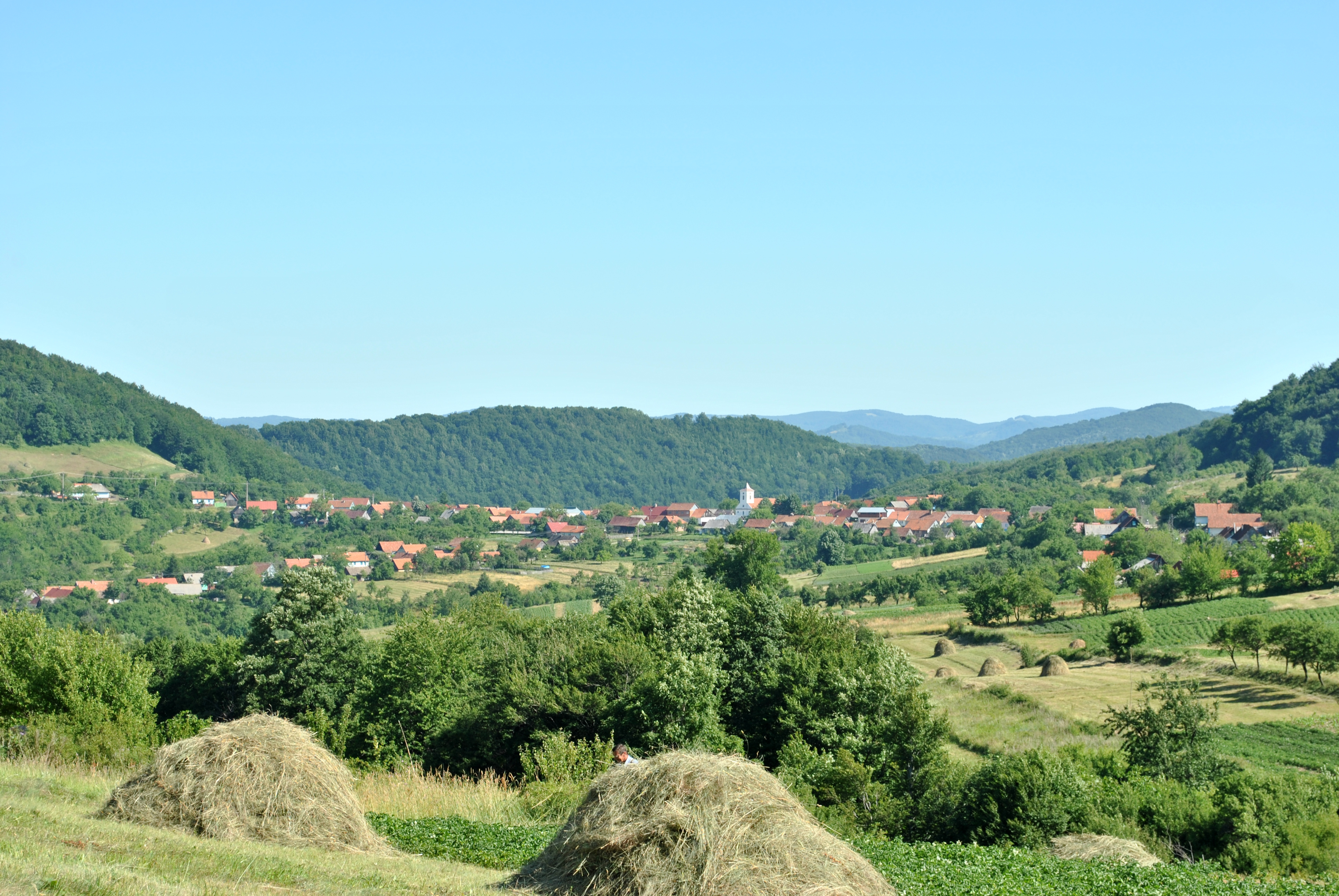
Sicht auf Berzasca

Berzasca (deutsch Bersaska, ungarisch Berszászka, serbisch-kyrillisch Берзаска, tschechisch Berzáska) ist eine Gemeinde im Kreis Caraș-Severin, Banat, Rumänien. Zur Gemeinde Berzasca gehören auch die Dörfer Bigăr, Cozla, Drencova und Liubcova.

## Geografische Lage
Berzasca liegt im Südosten des Kreises Caraș-Severin, im Donaudurchbruchstal Clisura Dunării, 74 Kilometer flussaufwärts von Orșova im Kreis Mehedinți und 58 Kilometer flussabwärts von Baziaș, auf dem Areal des Naturparks Eisernes Tor.

## Nachbarorte
| Gârnic   | Ravensca                                    | Bigăr   |
| Liubcova | Kompassrose, die auf Nachbargemeinden zeigt | Dencova |
| Donau    | Donau                                       | Donau   |

## Geschichte
Die Ortschaft wurde 1692 erstmals urkundlich erwähnt. Der Name kommt aus dem Slawischen „birza“, was so viel wie „schnell“ bedeutet. Laut Alexandru Moisis „Monografia Clisurii Dunării“ (Monografie des Donaudurchbruchtals) ist Berzasca eine der ältesten Ortschaften im Donaudurchbruchtal, nach Moldova Nouă und Radimna.
Auf der Josephinischen Landaufnahme von 1717 ist der Ort Persaskia eingetragen.
Nach dem Österreichisch-Ungarischen Ausgleich (1867) wurde das Banat dem Königreich Ungarn innerhalb der Doppelmonarchie Österreich-Ungarn angegliedert.
Im ersten Jahrzehnt des 20. Jahrhunderts fand das Gesetz zur Magyarisierung der Ortsnamen (Ga. 4/1898) Anwendung, einschließlich der Magyarisierung aller Toponyme auf Kartenwerken, Grundbuchauszügen und Stadtplänen. Die amtliche Ortsbezeichnung war Berszászka. Die ungarischen Ortsbezeichnungen blieben bis zur Verwaltungsreform von 1923 im Königreich Rumänien gültig, als die rumänischen Ortsbezeichnungen eingeführt wurden.
Der Vertrag von Trianon (4. Juni 1920) hatte die Dreiteilung des Banats zur Folge, wodurch Berszászka an das Königreich Rumänien fiel. Seitdem ist die amtliche Bezeichnung Berzasca.
Infolge des Waffen-SS Abkommens vom 12. Mai 1943 zwischen der Antonescu-Regierung und Hitler-Deutschland wurden alle deutschstämmigen wehrpflichtigen Männer in die deutsche Armee eingezogen.
Dafür mussten die Deutschen aus Rumänien nach dem Seitenwechsel Rumäniens am 23. August 1944 büßen. Noch vor Kriegsende, im Januar 1945, fand die Deportation aller volksdeutschen Frauen zwischen 18 und 30 Jahren und Männer im Alter von 16 bis 45 Jahren zur Aufbauarbeit in die Sowjetunion statt.
Das Bodenreformgesetz vom 23. März 1945, das die entschädigungslose Enteignung der deutschen Bauern, als ehemalige Angehörige der Deutschen Volksgruppe in Rumänien, vorsah, entzog der ländlichen Bevölkerung die Lebensgrundlage. Gleichzeitig wurden auch die Häuser der Deutschen entschädigungslos enteignet. Boden und Bauernhäuser wurden an Kleinbauern, Landarbeiter und Kolonisten aus anderen Landesteilen verteilt.
Durch das Nationalisierungsgesetz vom 11. Juni 1948, das die Verstaatlichung aller Industrie- und Handelsbetriebe, Banken und Versicherungen vorsah, fand die Enteignung aller Wirtschaftsbetriebe statt. Anfang der 1950er Jahre wurde die Kollektivierung der Landwirtschaft vollzogen.
Da die Bevölkerung entlang der rumänisch-jugoslawischen Grenze von der rumänischen Staatsführung nach dem Zerwürfnis Stalins mit Tito und dessen Ausschluss aus dem Kominform-Bündnis als Sicherheitsrisiko eingestuft wurde, erfolgte am 18. Juni 1951 die Deportation in die Bărăgan-Steppe unabhängig von der ethnischen Zugehörigkeit. Die rumänische Führung bezweckte zugleich den einsetzenden Widerstand gegen die bevorstehende Kollektivierung der Landwirtschaft zu brechen. Als die Bărăganverschleppten 1956 heimkehrten, erhielten sie die 1945 enteigneten Häuser und Höfe zurückerstattet. Der Feldbesitz wurde jedoch kollektiviert.

## Tourismus
Durch seine Lage am Donaudurchbruchstal, mitten im Naturpark Eisernes Tor, bietet die Ortschaft zahlreiche touristische Attraktionen. Zurzeit ist bei Berzasca eine außergewöhnliche Ferienanlage im Bau. Die Anlage wird aus EU-Geldern in Höhe von 1,8 Millionen Lei finanziert. Entstehen sollen zwei künstliche Inseln „Egreta“ und „Pelicanul“ mit insgesamt 30 Ferienhäusern, davon sind zurzeit 10 fertiggestellt.

## Bevölkerungsentwicklung
Die Bewohner der Gemeinde Berzasca sind mehrheitlich Rumänen. Die Anzahl der slawischen Bevölkerung Serben, Tschechen und Slowaken (in der Tabelle unter Andere zusammengefasst) erreicht einen Anteil von etwa 30 Prozent, wobei in Bigăr vornehmlich Tschechen und in Liubcova Serben wohnen, während Slowaken in Berzasca, Bigăr und Liubcova anzutreffen sind.
| 1880 | 2944 | 1644 | 39  | 260 | 1001             |
| 1910 | 4405 | 1995 | 178 | 244 | 1988             |
| 1930 | 4084 | 1942 | 37  | 137 | 1968             |
| 1977 | 4243 | 2657 | 14  | 27  | 1545             |
| 2002 | 3123 | 2203 | 9   | 8   | 903              |
| 2021 | 2132 | 1303 | 2   | -   | 827 (389 Serben) |